# Благодатная (Татарстан)
 Благодатная — деревня в Нижнекамском районе Татарстана. Административный центр Сосновского сельского поселения.

## География
Находится в центральной части Татарстана на расстоянии приблизительно 54 км по прямой на юго-запад от районного центра города Нижнекамск на речке Кичуй.

## История
Основана в XVIII веке. Упоминалась также как Малая Сосновка.

## Население
Постоянных жителей было: в 1859 — 71, в 1897 — 46, в 1908 — 67, в 1920—185, в 1926—218, в 1938 году — 276, в 1949 году — 253, в 1958 году — 197, в 1970 году — 228, в 1979 году — 176, в 1989—209, в 2002 − 554, в том числе русские 42 %, татары (среди них большинство кряшены) 43 %, 545 в 2010.